# Яки (река)
Яки (исп. Río Yaqui) — река на северо-западе Мексики, в штате Сонора.
Берёт начало в предгорьях Западная Сьерра-Мадре от слияния рек исп. Bavispe и исп. Papigochi, длина — 320 км. Река Яки пересекает штат с севера на юг и впадает в Калифорнийский залив, недалеко от города Сьюдад-Обрегон.
На реке построено несколько гидроэлектростанций, имеющих значительные водохранилища, такие как исп. El Novillo. Воды реки интенсивно используются для орошения сельскохозяйственных угодий местного населения.
Место обитания острорылого крокодила (лат. Crocodylus acutus). Река — одно из самых северных природных мест обитания этого вида.
В 1909 году долине Яки был обнаружен Эсперансский камень.